# Parma, Ohio
Parma là một thành phố thuộc quận Cuyahoga, tiểu bang Ohio, Hoa Kỳ. Năm 2010, dân số của thành phố này là 81601 người.

## Dân số
- Dân số năm 2000: 85655 người.
- Dân số năm 2010: 81601 người.